# Antoni Bądzkiewicz
Antoni Bądzkiewicz (ur. ok. 1831, zm. 4 lipca 1893 w Warszawie) – polski pedagog i historyk literatury.

## Życiorys
Urodził się w rodzinie Kazimierza i jego żony Anny na Mińszczyźnie około 1831. Do szkół chodził w Mińsku. W 1849 rozpoczął naukę w Uniwersytecie Kijowskim początkowo na wydziale lekarskim, a następnie na wydziale filologicznym.
Po ukończeniu studiów przez kilka lat pracował jako guwerner, a następnie nauczał języka polskiego w gimnazjum wileńskim. W 1864 przeniósł się do Piotrkowa by po trzech latach osiąść w Warszawie. Wykładał w II Gimnazjum w Warszawie (zmienionym następnie na III) język polski i literaturą polską w języku polskim mimo że od 1868 wykładowym językiem był rosyjski. Wśród jego uczniów był m.in. Roman Dmowski. Nie chcąc poddać się naciskom rusyfikacji w szkole w 1882 podał się do dymisji. Przez następne kilka lat wykładał w Szkole Technicznej Drogi Żelaznej Warszawsko-Terespolskiej. Po przejęciu przez rząd kolei i zaprowadzeniu języka rosyjskiego jako jedynego obowiązującego, nauczał w szkole w W. Górskiego oraz dawał lekcje prywatne.
Obok pracy jako nauczyciel pisał i publikował artykuły o tematyce historycznej, pedagogicznej i literacko-krytycznej.
Zmarł w Warszawie 4 lipca 1893 i pochowany został na cmentarzu powązkowskim.

## Publikacje
- Podróżopisarstwo krajowe,
- Jan Amos Komeński i znaczenie jego systematu wychowania Lwów 1874,
- Teoria poezji w związku z jej historią opowiedziana Warszawa, 1875,
- Wypisy polskie, Warszawa 1882,
- Ryszard Wincenty Berwiński: rys biograficzno-krytyczny Warszawa 1887,
- Kornel Ujejski. Zarys biograficzno-krytyczny Kraków 1893,